# Serémange-Erzange
Serémange-Erzange (niem. Schremingen-Ersingen) – miejscowość i gmina we Francji, w regionie Grand Est, w departamencie Mozela.
Według danych na rok 1990 gminę zamieszkiwały 4143 osoby, a gęstość zaludnienia wynosiła 1105 osób/km² (wśród 2335 gmin Lotaryngii Serémange-Erzange plasuje się na 105. miejscu pod względem liczby ludności, natomiast pod względem powierzchni na miejscu 1115.).